# Zeppernick
Zeppernick is een plaats (Ortschaft en Ortsteil) en voormalige gemeente in de Duitse deelstaat Saksen-Anhalt, en maakt sinds 1 juli 2007 deel uit van de stad Möckern in de Landkreis Jerichower Land. Zeppernick telt 618 inwoners.

## Ortsteile
Tot het Ortschaft behoren de volgende Ortsteile

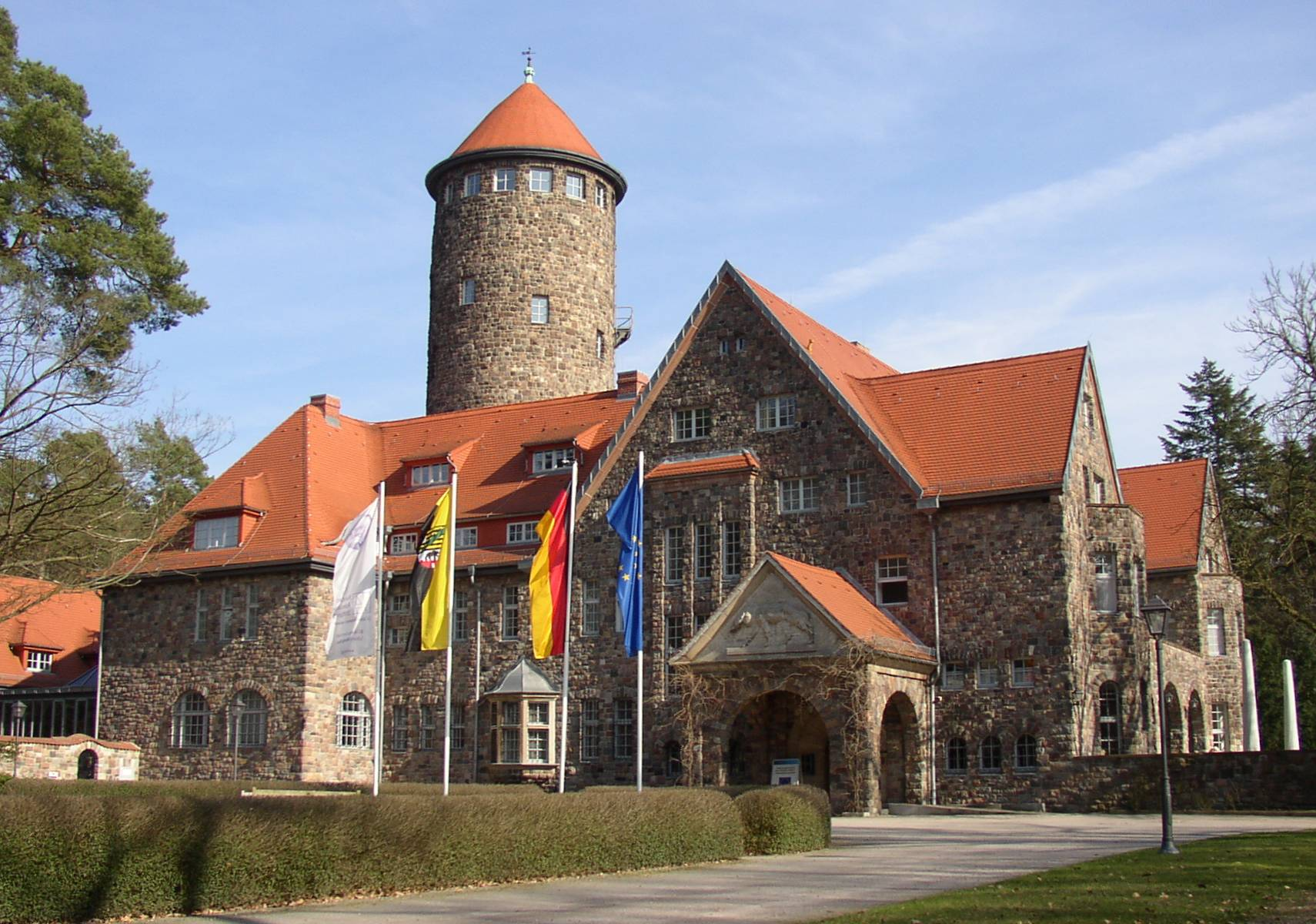
Kasteel Wendgräben

- Brietzke
- Dalchau
- Kalitz
- Wendgräben
- Zeppernick

Altengrabow · Bomsdorf · Brandenstein · Brietzke · Büden · Dalchau · Dörnitz · Drewitz · Friedensau · Glienicke · Göbel · Grabow · Grätzer Hof · Hobeck · Hohenziatz · Isterbies · Kähnert · Kalitz · Kampf · Klein Lübars · Klepps · Krüssau · Küsel · Loburg · Lübars · Lühe · Lütnitz · Lüttgenziatz · Magdeburgerforth · Pabsdorf · Räckendorf · Reesdorf · Riesdorf · Rietzel · Rosian · Rottenau · Schweinitz · Stegelitz · Theeßen · Tryppehna · Wahl · Waldrogäsen · Wallwitz · Wendgräben · Wörmlitz · Wüstenjerichow · Zeddenick · Zeppernick · Ziegelsdorf · Ziepel